# 片面事實
片面事實（Half-truth）或片面引導是一種欺騙性的陳述，其中包括一部分真理。陳述可能是部分是正確的，該語句可能完全真實的，但只包括全部真相中的一部分，也可能利用一些欺騙性元素，如不當的標點符號、雙關語，特別是當其目的是欺騙、逃避、指責或歪曲事實時。在邏輯中，則有似真似假。只要兩者中其中為是，即為真理。